# 天文爱好者 (杂志)
天文爱好者為公開發行的天文科普中文月刊，編輯部位于中国北京天文馆。

## 概况
《天文爱好者》杂志由中国科学技术协会主管，中国天文学会、北京天文馆主办，是中国影响最大的天文科普期刊。時任中国科学院院长的郭沫若亲自题写了刊名，沿用至今的題字由1965年起用。

## 历史沿革
《天文爱好者》杂志创刊于1958年4月4日，1960至1963年上半年曾停刊，而1966年6月曾因文化大革命停刊至1978年8月復刊，而創刊之初至1960年、1966年、與1991年至2004年曾以雙月刊形式發行。自创刊以来，累计发行1000余万册。

## 外部連結
- 天文爱好者的新浪微博